# Hans Baumann (Politiker)

Hans Baumann, vor 1935

Hans Baumann (* 23. März 1875 in Amberg; † 5. August 1951 in Frohnloh) war ein deutscher Politiker (NSDAP). Er war Obergeneralarbeitsführer und zudem von 1933 bis 1945 Mitglied des Deutschen Reichstages.

## Leben
Baumann besuchte nach der Volksschule ein humanistisches Gymnasium und trat 1894 als Fahnenjunker in das bayrische 5. Chevaulegers-Regiment ein. Nach der Kriegsschule wurde er 1896 zum Leutnant befördert. Im Jahr 1909 wurde er Rittmeister und von 1914 bis 1916 Eskadronchef. Von 1916 bis 1918 war er Bataillonsführer in drei bayerischen Reserve-Infanterie-Regimentern. Nach dem Ersten Weltkrieg gehörte er bis 1920 dem Freikorps Epp an und am 1. November 1919 trat er der DAP bei. Am 1. Januar 1920 wurde er in die daraus entstehende NSDAP übernommen (Mitgliedsnummer 507) und im selben Jahr als Major aus dem aktiven Militärdienst verabschiedet. Ab 1920 arbeitete er auf einem Bauernhof in Frohnloh als Landwirt.

## Wirken
Zum 1. Dezember 1930 trat er der neu gegründeten NSDAP bei (Mitgliedsnummer 374.868). Von 1932 bis 1933 war Baumann Gaubearbeiter für den Freiwilligen Arbeitsdienst (FAD) im Gau München-Oberbayern. Im April 1933 wurde er Bezirksführer des FAD Bayern-Ost. Der Reichsminister für Volksaufklärung und Propaganda Joseph Goebbels berief Baumann im Oktober 1933 in den Verwaltungsrat des Werberats der deutschen Wirtschaft. Am 5. Oktober 1933 wurde Baumann Gauarbeitsführer und war außerdem bis zum 31. August 1940 Arbeitsgauführer des Arbeitsgaus XXX Bayern-Hochland (München). Später war er Generalarbeitsführer und als Obergeneralarbeitsführer schied er am 31. August 1940 aus dem Arbeitsdienst aus. Baumann vertrat von 1933 bis 1936 den Wahlkreis 30 und ab 1936 den Wahlkreis 24 im Deutschen Reichstag.